# کوین چوبوت
کوین چوبوت (انگلیسی: Kevin Csoboth؛ زادهٔ ۲۰ ژوئن ۲۰۰۰) بازیکن فوتبال اهل مجارستان است.
از باشگاه‌هایی که در آن بازی کرده‌است می‌توان به باشگاه فوتبال پچی مکچک و باشگاه فوتبال بنفیکا بی اشاره کرد.
وی همچنین در تیم‌ ملی فوتبال مجارستان بازی کرده‌است.